# 横田駅
横田駅（よこたえき）は、千葉県袖ケ浦市横田にある、東日本旅客鉄道（JR東日本）久留里線の駅である。

## 歴史
- 1912年（大正元年）12月28日：千葉県営鉄道久留里線の中川駅（なかがわえき）として開設[1][2]。
- 1915年（大正4年）7月1日：横田駅（よこたえき）に改称[1][2]。
- 1971年（昭和46年）10月1日：貨物取扱廃止[2]。
- 1987年（昭和62年）4月1日：国鉄分割民営化に伴い、東日本旅客鉄道（JR東日本）の駅となる[1][2]。
- 1997年（平成9年）2月27日：当駅に設置されていた腕木式信号機が色灯式信号機に転換される[3]。これにより久留里線に設置されていた腕木式信号機は全廃された[3]。
- 2009年（平成21年）3月14日：東京近郊区間に編入される[4]。
- 2017年（平成29年）12月6日：窓口営業廃止。

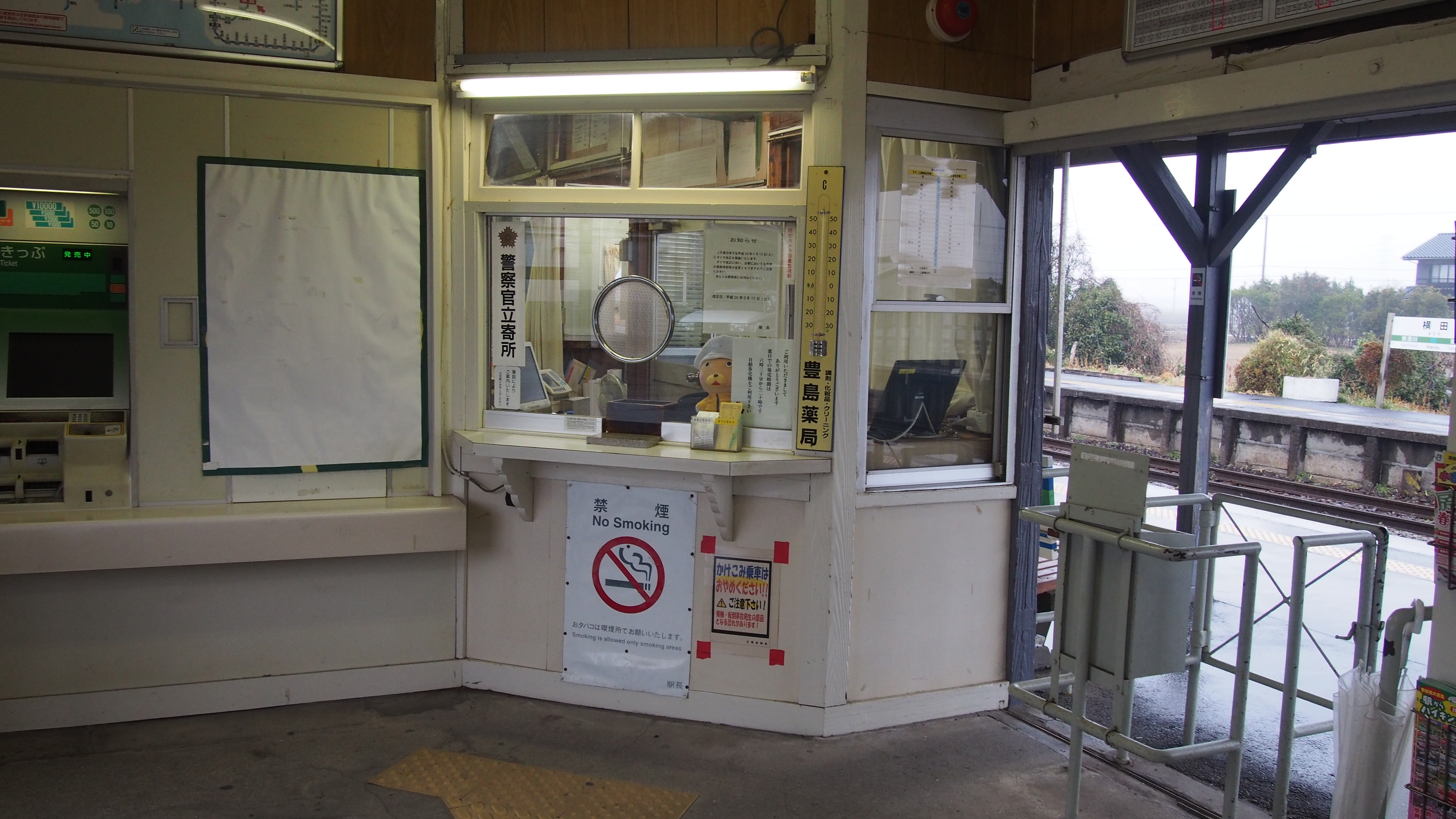
窓口廃止前の改札口（2014年3月）

## 駅構造
相対式ホーム2面2線を有する地上駅である。木造駅舎を備える。
互いのホームは構内踏切で連絡している。
木更津統括センター（久留里駅）管理の直営駅。タッチパネル式自動券売機（近距離片道乗車券と回数券発売に対応）が設置されている。かつては出札窓口があったが、2017年（平成29年）12月6日限りで廃止され、当駅での切符発売は自動券売機のみとなった。2008年（平成20年）2月に男女別水洗式トイレが完成した。
駅舎は木造で、構内には保線車両用の側線がある。かつては貨物用の引き込み線として使用されていた。

### のりば
| ホーム | 路線      | 方向 | 行先         |
| ------ | --------- | ---- | ------------ |
| 駅舎側 | ■久留里線 | 上り | 木更津方面   |
| 反対側 | ■久留里線 | 下り | 上総亀山方面 |

（出典：JR東日本:駅構内図）
- 案内上の乗り場番号は設定されていない。
- ホームは5両編成までに対応する。

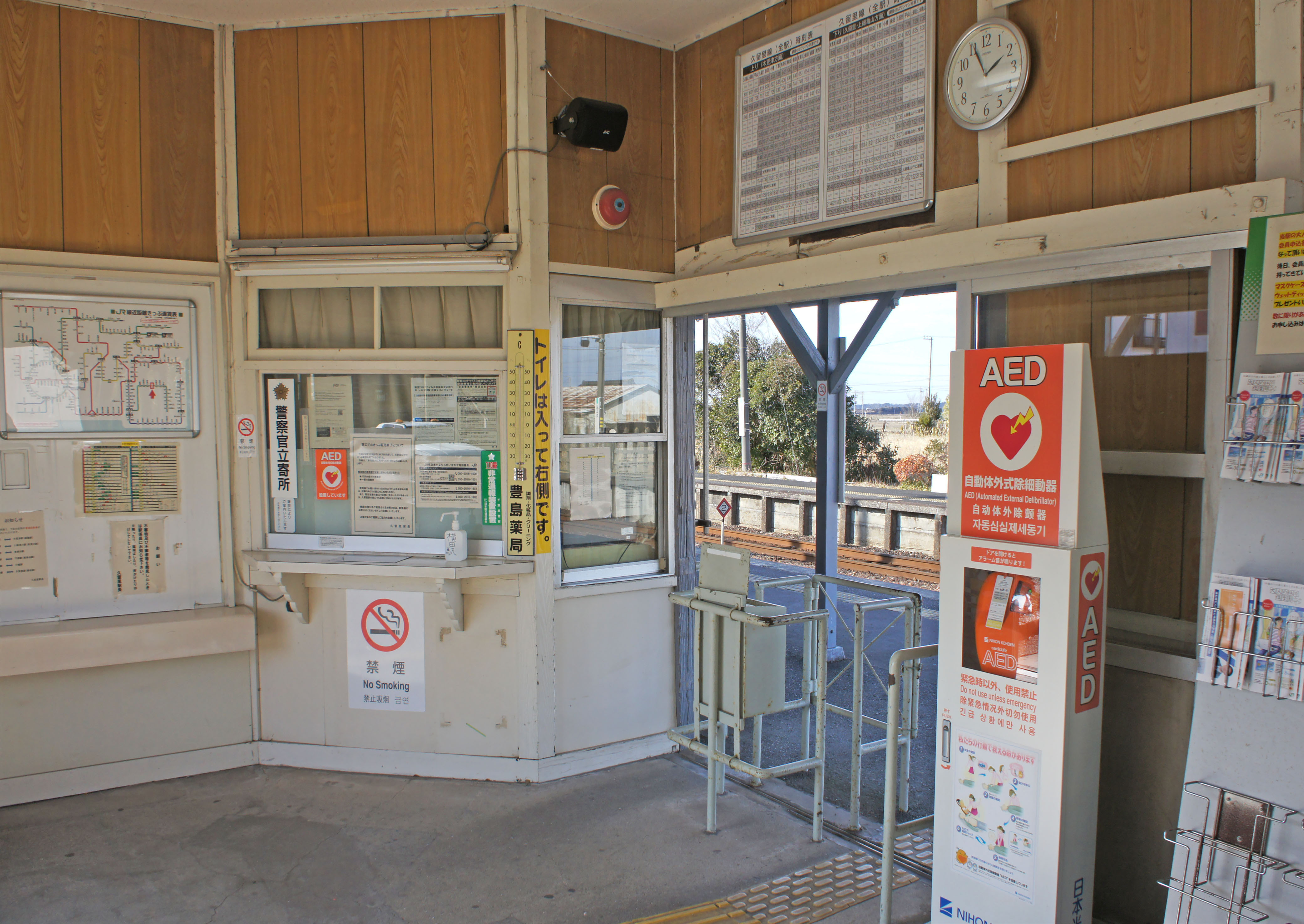
改札口（2022年1月）
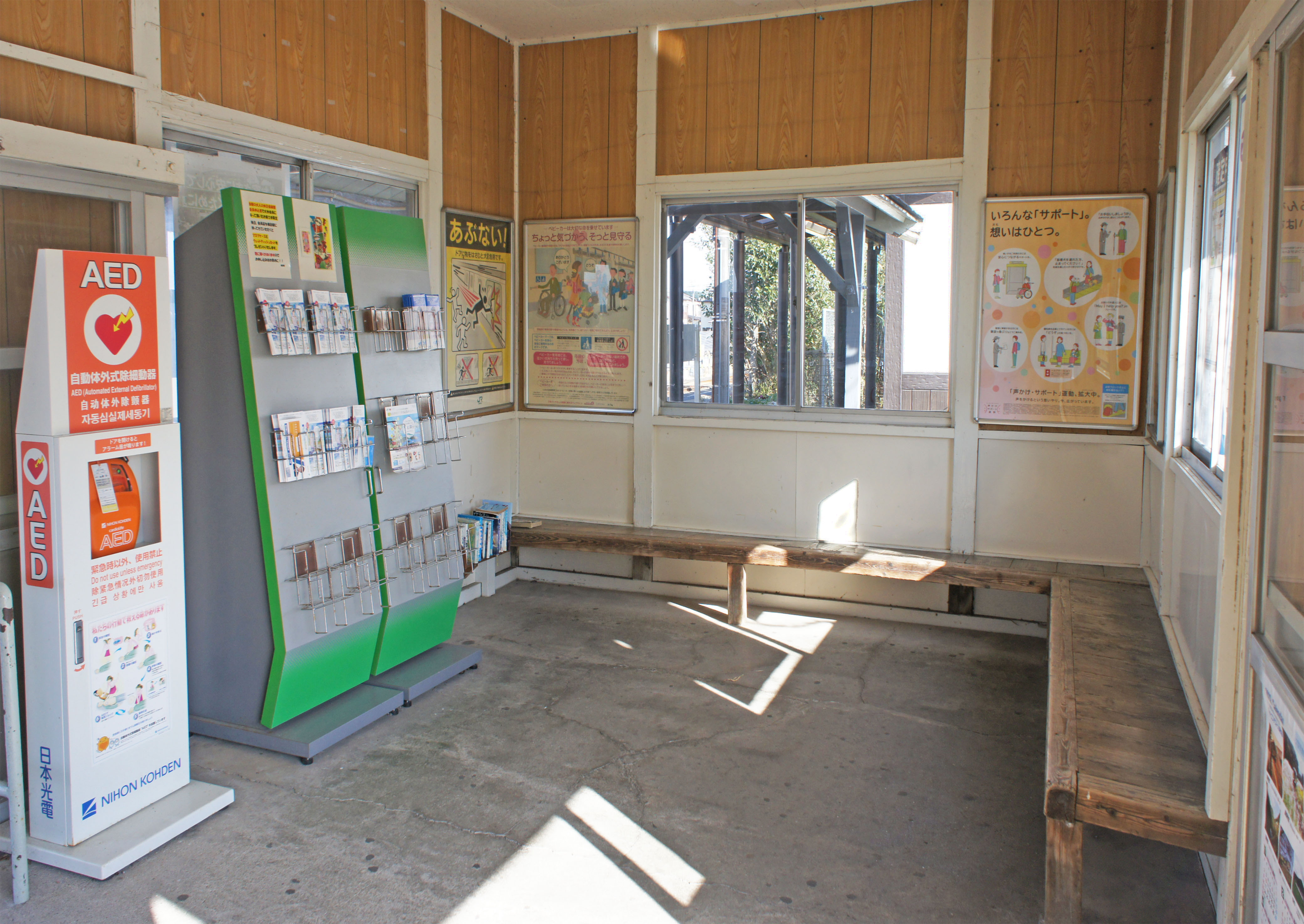
待合室（2022年1月）
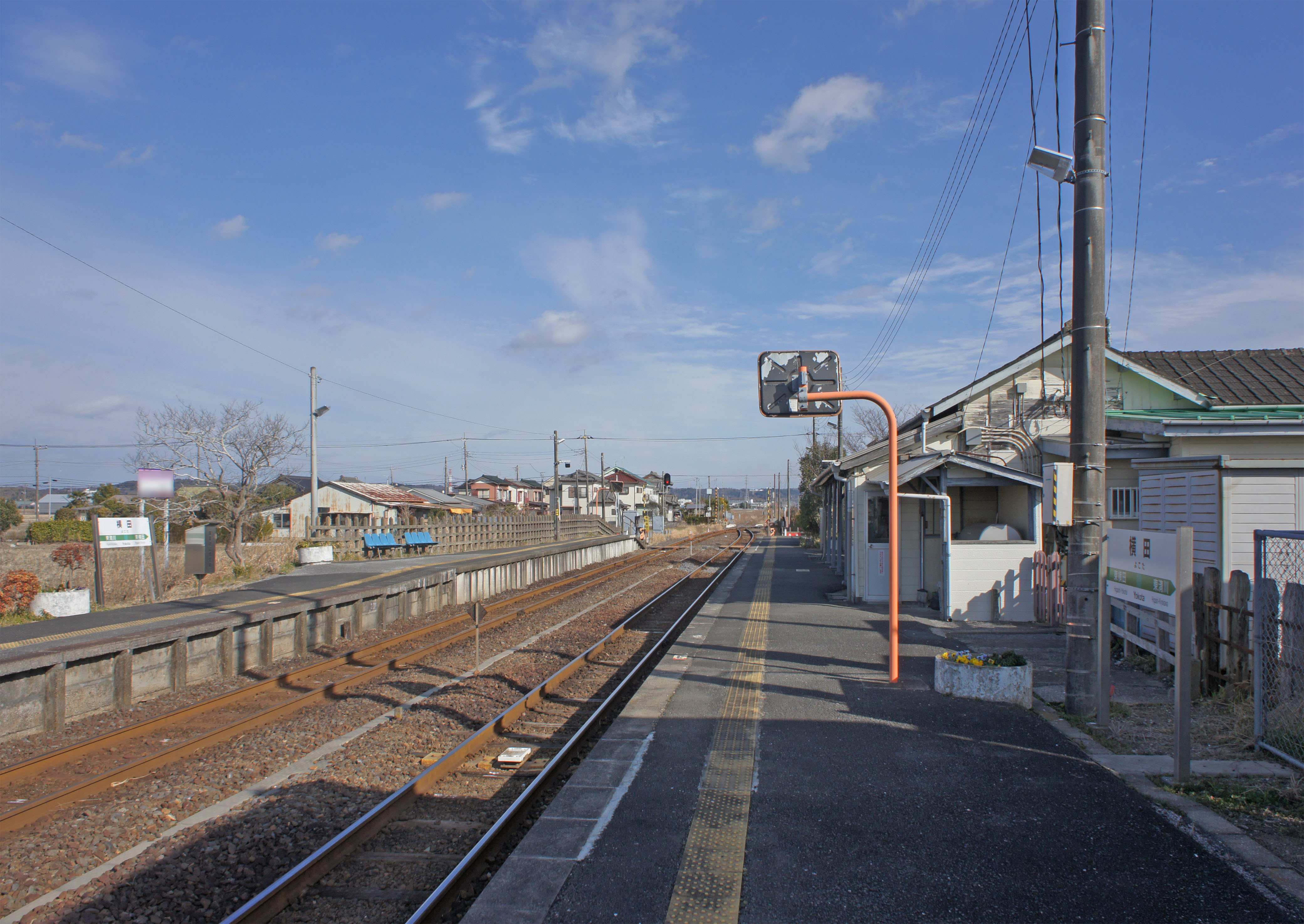
駅ホーム（2022年1月）
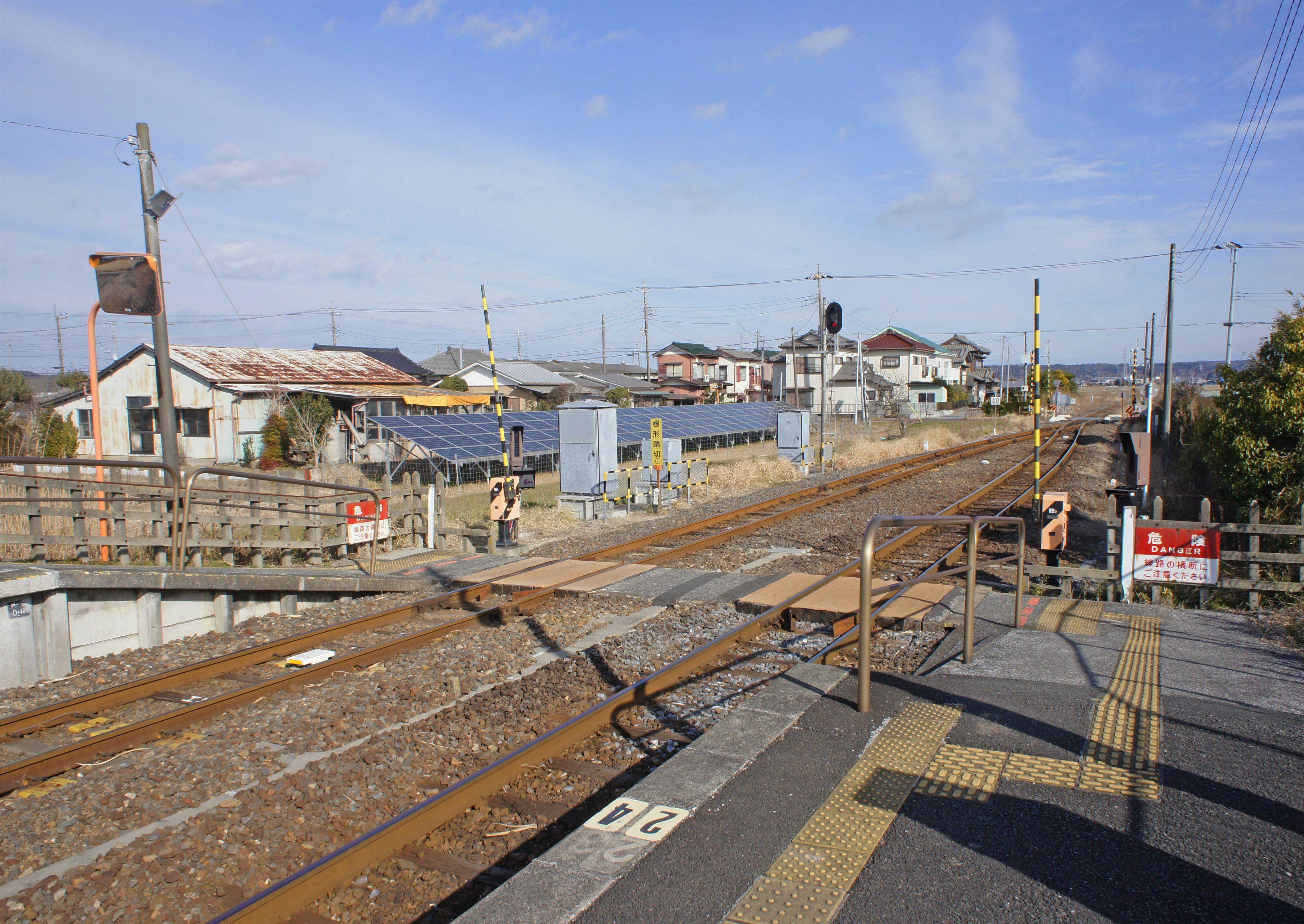
構内踏切（2022年1月）

## 利用状況
2023年度（令和5年度）の1日平均乗車人員は141人である。
JR東日本および千葉県統計年鑑によると、1990年度（平成2年度）以降の1日平均乗車人員の推移は以下の通り。
| 年度               | 1日平均 乗車人員 | 出典     |
| ------------------ | ---------------- | -------- |
| 1990年（平成02年） | 407              | [ * 1 ]  |
| 1991年（平成03年） | 437              | [ * 2 ]  |
| 1992年（平成04年） | 454              | [ * 3 ]  |
| 1993年（平成05年） | 440              | [ * 4 ]  |
| 1994年（平成06年） | 419              | [ * 5 ]  |
| 1995年（平成07年） | 391              | [ * 6 ]  |
| 1996年（平成08年） | 384              | [ * 7 ]  |
| 1997年（平成09年） | 359              | [ * 8 ]  |
| 1998年（平成10年） | 368              | [ * 9 ]  |
| 1999年（平成11年） | 342              | [ * 10 ] |
| 2000年（平成12年） | 333              | [ * 11 ] |
| 2001年（平成13年） | 308              | [ * 12 ] |
| 2002年（平成14年） | 298              | [ * 13 ] |
| 2003年（平成15年） | 307              | [ * 14 ] |
| 2004年（平成16年） | 306              | [ * 15 ] |
| 2005年（平成17年） | 303              | [ * 16 ] |
| 2006年（平成18年） | 287              | [ * 17 ] |
| 2007年（平成19年） | 267              | [ * 18 ] |
| 2008年（平成20年） | 242              | [ * 19 ] |
| 2009年（平成21年） | 236              | [ * 20 ] |
| 2010年（平成22年） | 227              | [ * 21 ] |
| 2011年（平成23年） | 221              | [ * 22 ] |
| 2012年（平成24年） | 226              | [ * 23 ] |
| 2013年（平成25年） | 230              | [ * 24 ] |
| 2014年（平成26年） | 219              | [ * 25 ] |
| 2015年（平成27年） | 212              | [ * 26 ] |
| 2016年（平成28年） | 200              | [ * 27 ] |
| 2017年（平成29年） | 196              | [ * 28 ] |
| 2018年（平成30年） | 179              | [ * 29 ] |
| 2019年（令和元年） | 165              | [ * 30 ] |
| 2020年（令和02年） | 124              |          |
| 2021年（令和03年） | 146              |          |
| 2022年（令和04年） | 153              |          |
| 2023年（令和05年） | 141              |          |

## 駅周辺
駅舎のある南側は国道409号に沿って横田の市街地が広がり、中小商店や飲食店等が立ち並んでいる他、周辺には住宅地も点在する。駅舎と反対側（北側）は田園地帯が広がっている。
久留里線は当駅木更津寄りで全線に渡って平行している小櫃川を橋で渡っている。久留里線は平山駅の附近でこの川を2回渡る他は、この場所でしか小櫃川を渡っていない。
- 国道409号（房総横断道路）
- 千葉県道145号長浦上総線
- 千葉県道165号横田停車場上泉線
- 木更津警察署 中川警察官駐在所
- 平川郵便局
- 袖ケ浦市立中川小学校
- 袖ケ浦市立中川幼稚園
- スーパー尾張屋 横田店
- ヤックスドラッグ 横田店
- コメリハード&グリーン 横田店
- 日東交通「横田」停留所

## 隣の駅
東日本旅客鉄道（JR東日本）
■久留里線
東清川駅 - 横田駅 - 東横田駅

### 記事本文